# سييرا روميرو
سييرا روميرو (بالإنجليزية: Sierra Romero) هي لاعبة كرة لينة أمريكية، ولدت في 19 مارس 1994 في مورريتا في الولايات المتحدة.